# شامي حسن
شامي حسن، لاعب كرة قدم قطري .
لعب سابقاً مع أندية الريان والخريطيات و الأهلي والوكرة و الشحانية والخور و عاد إلى الخريطيات في عام 2016 .

## روابط خارجية
- شامي حسن على موقع قاعدة بيانات كرة القدم.إي يو (الإنجليزية)
- شامي حسن على موقع Soccerway.com (الإنجليزية)